# Aïssawiyya
Aïssawiyya is een uit Meknes in Marokko afkomstige islamitische soefi-orde.

## De stichter
De Aïssawiyya werd door Al Hadi ben Aïssa opgericht. Al Hadi ben Aïssa overleed in 1524 en is in de nabijheid van Meknes begraven.

## De orde
De Aïssawiyya komen voort uit de jazouliyya, die op hun beurt spiritueel afstammen van de > shadiliyya.
De broederschap kan bestempeld worden als een mystiek-extatische orde, verweven met occulte praktijken die deels terug te voeren zijn op pre-islamitische gebruiken. Ook zijn rudimenten van totemverering aanwezig.
De leden van deze orde hebben een faam als slangenbezweerders en als slangenvangers.

## Doctrine
De aankomend aïssawiyyasoefi dient de traditionele wetten van Mohammed te volgen. De aïssawiyya verplicht zich de theologie en het werkstuk waarin de doctrine van de jazouliyya beschreven staat, de "Dalail Al Kheitrat", te bestuderen. Deze regels geven een duidelijke gedragscode:
- goed doen
- vrijdenkers ontlopen
- nuttige wetenschappen leren
- de beleefdheidsregels in acht nemen
- zich ophouden met waarachtige en eerlijke mensen
- rijkdom verachten
- van de armen houden
- de vijanden van God bestrijden
- alle "heiligen" van de islam respecteren
- zich niet arrogant noch tyranniek gedragen
- spreken met wijsheid
- stilte bewaren om te mediteren
- met gezond verstand oordelen
- het zogenoemde Dhikr tot in het oneindige reciteren

De Aïssawiyya gebruiken muziek en dans om extase op te wekken, zoals dat ook door bijvoorbeeld de mevlevi gepractiseerd wordt.

## Zaouïa
Zaouïa bevinden zich door heel Marokko. De hoofd-zaouïa bevindt zich bij het graf van de stichter.